# Richard Verstegen
Richard Verstegen, noto anche come Richard Verstegan, Richardus Versteganus o Richard Rowlands (Londra, 1550 – Anversa, 1640), è stato uno storico, incisore, poeta ed editore inglese autore di opere in latino, inglese e olandese.

## Biografia

### Famiglia, infanzia e studi
Sebbene rivendicasse una ascendenza nobiliare e i suoi amici lo chiamassero vir nobilis, era figlio di un bottaio, forse chiamato John Rowlands. Trascorse la sua giovinezza in Inghilterra con il nome di Richard Rowlands. Per sua stessa ammissione, il nonno, Theodore Ro[w]land Versteghen, un rifugiato politico proveniente dal Ducato di Gheldria, si era stabilito in Inghilterra, a Londra, nella parrocchia di Santa Caterina, vicino alla Torre, per sfuggire alla guerra tra Carlo di Egmont duca di Gheldria e Filippo I d'Asburgo. Il cognome "Rowlands" è probabilmente un'anglicizzazione del cognome "Roelantsz[oon]", cioè figlio di Roland.
"Rowlaunde" studiò la Storia dell'Inghilterra antica e le lingue anglosassone e gotica presso il Christ Church College di Oxford a partire dal 1564. Durante gli studi divenne un cattolico fervente e tra il 1569 e il 1570 lasciò l'Università senza aver ottenuto la laurea per non essere costretto a prestare il Giuramento di Supremazia.. Tornato a Londra, fece l'apprendista presso l'orafo Philip Cratell. Nel 1574 divenne membro della Gilda degli Orafi (Company of Goldsmiths) di Londra. Nel 1576 pubblicò una guida turistica dell'Europa occidentale tradotta dal tedesco, intitolata The Post of the World.

### Esilio in Francia e in Italia
Poco dopo l'esecuzione del gesuita Edmund Campion nel 1581 e di diversi sacerdoti secolari a Smithfield da parte del regime anglicano, Verstegen stampò clandestinamente un opuscolo nel quali i religiosi vengono descritti come martiri. Tuttavia, quando le autorità scoprirono la sua complicità nella pubblicazione del libro, Verstegen fu costretto a lasciare il paese. A partire da questo momento cominciò a usare il nome di famiglia Verstegen o Versteghen, scritto "Verstegan" dagli anglofoni e latinizzato "Versteganus".
Successivamente si ha notizia della sua presenza a Rouen, Parigi, Roma e Reims, città in cui fu coinvolto nella pubblicazione di pamphlet e incisioni finalizzati ad attirare l'attenzione dell'opinione pubblica europea sulla persecuzione dei Cattolici sotto Elisabetta I d'Inghilterra. A causa di uno di questi scritti, l'opuscolo Briefve description des diverses cruautez que les catholiques endurent en Angleterre pour la foy, Verstegen fu arrestato a Parigi nel gennaio 1584 e detenuto per un breve periodo, su pressione dell'ambasciatore britannico, Sir Edward Stafford. Stafford, ritenendo il pamphlet un insulto alla regina d'Inghilterra, aveva richiesto il sequestro delle copie pubblicate. Verstegen fu liberato per intercessione del cardinale William Allen e del nunzio apostolico Gerolamo Ragazzoni e si recò a Roma per chiedere a papa Gregorio XIII un sostegno finanziario come rifugiato per motivi religiosi. Se papa Gregorio XIII in un primo momento respinse la richiesta (15 maggio 1584), probabilmente a causa dell'impertinenza di Verstegen, più tardi gli concesse una pensione che gli venne erogata fino all'aprile del 1585. L'opuscolo la cui edizione francese era stata sequestrata, fu pubblicato a Roma nel 1584 in latino, con il titolo Descriptiones quaedam illius inhumanae et multiplicis persecutionis quam in Anglia propter fidem sustinent Catholici Christiani.

### Esilio nei Paesi Bassi spagnoli: Anversa

#### Polemista e spia al servizio della Spagna
Verso 1586, dopo la morte del papa, che era stato il suo protettore, e dopo un lungo soggiorno in Francia, Verstegen si recò ad Anversa, dove trascorse il resto della sua vita. Su richiesta del duca di Parma Alessandro Farnese, il re di Spagna gli concesse, dal 1º febbraio 1586, una pensione di trenta corone, che non sempre gli vennero pagate per tempo. Ad Anversa, Verstegen lavorò come scrittore, editore, informatore, contrabbandiere di libri e giornalista nonché come mercante, ottenendo, dal 1612, il diritto esclusivo di importare il tessuto inglese nei Paesi Bassi spagnoli. Nel 1587 pubblicò ad Anversa un libro che fece molto scalpore: il Theatrum crudelitatum haereticorum nostri temporis, tradotto in francese l'anno successivo, illustrato da incisioni di Jan Wierix. I disegni preparatori furono realizzati dallo stesso Verstegen. Le incisioni raffigurano le torture subite dai cattolici in Inghilterra sotto Enrico VIII, in Francia per mano degli Ugonotti e nei Paesi Bassi ad opera dei Geuzen.
I gesuiti inglesi, che volevano meglio confutare le dottrine protestanti, gli fecero ottenere il permesso di leggere le opere di autori calvinisti, proibite dalla Chiesa Cattolica. Il 31 gennaio 1590, il sacerdote inglese Henry Walpole, che rappresentava temporaneamente gli interessi dei cattolici inglesi emigrati a Bruxelles, chiese a tal fine l'autorizzazione al padre gesuita Joseph Creswell, rettore del Collegio Inglese a Roma. Dopo aver reiterato la richiesta l'11 ottobre 1590, i gesuiti ottennero finalmente, nel 1591, il permesso per Verstegen. Circostanze impreviste fecero sì che i calvinisti dei Paesi Bassi settentrionali e non quelli inglesi divenissero l'obiettivo principale dei suoi attacchi.
È noto che nel 1590 Verstegen era un agente ad Anversa del cardinale inglese Allen, e che fungeva da intermediario della corrispondenza segreta tra i cattolici in Inghilterra e gli emigrati britannici nei Paesi Bassi. Siamo particolarmente bene informati su questa sua attività per gli anni dal 1592 al 1595. Verstegen ricevette, temporaneamente e su ordine personale di Filippo II, un compenso proveniente direttamente dai fondi segreti dell'esercito, a causa del dissesto delle finanze spagnole. Di fatto Verstegen era a capo della rete di spionaggio spagnola in Inghilterra. Ricevette, copiò o riassunse le lettere e le relazioni dei missionari cattolici in Inghilterra, fece in modo che arrivassero sani e salvi nel paese e procurò loro passaporti falsi.
In questo periodo Verstegen scrisse diversi trattati politici o polemici e rispose anonimamente al proclama reale anticattolico del 19 ottobre 1591 (A Declaration of great Troubles pretended against the Realme) con due scritti del 1592 rivolti contro il politico inglese William Cecil: An advertisement written to a secretarie of my L. treasurers of Ingland e A Declaration of the True Causes of the Great Troubles. Il filosofo Francis Bacon scrisse una replica a quest'ultimo su incarico della corte inglese. Verstegen fu uno dei principali responsabili della redazione e della pubblicazione di un'opera polemica sulla successione al trono d'Inghilterra, pubblicata con lo pseudonimo Dolmaan, nom de plume dietro il quale si celavano diversi altri autori oltre a Verstegen, tra i quali Robert Parsons.
Il ruolo di Verstegen come agente spagnolo finì intorno al 1601, probabilmente a seguito del crollo, per mancanza di fondi, del servizio di spionaggio spagnolo. Verstegen continuò tuttavia a scrivere trattati polemici contro i calvinisti nelle opere edificanti che aveva iniziato a pubblicare a partire dal 1599, una delle quali è una raccolta di poesie pubblicata nel 1601, che contiene odi scritte su imitazione dei sette Salmi Penitenziali: Odes in imitation of the Seaven Penitential Psalms. Verstegen continuò anche a tradurre opere in inglese come il libro di emblemi dell'umanista e pittore olandese di Otto Vaenius Amorum Emblemata, 1608.
Nel 1605 pubblicò ad Anversa uno studio sull'antichità anglosassone, che non solo fu ripubblicato più volte fino al 1673, ma il cui materiale, adattato e ampliato per quanto riguarda la storia di Paesi Bassi, riapparve in un'opera del 1613 sull'antichità olandese. Con questo studio Verstegen cercava di dimostrare la discendenza germanica degli inglesi; questa teoria non era allora generalmente accettata e l'opinione più diffusa all'epoca considerava gli inglesi un popolo di origine celtica..

#### Cittadino integrato nel tessuto sociale dei Paesi Bassi meridionali
Nel maggio del 1610, Verstegen, già sessantenne, si risposò con una nobildonna di Anversa, Catharina de Sauchy. Dopo il matrimonio, si integrò completamente nella società dei Paesi Bassi meridionali per i successivi trent'anni; un fatto talmente eccezionale che i biografi inglesi hanno creduto a lungo nell'esistenza di due Verstegen, uno inglese e l'altro olandese.
Tra il 1609 e il 1614 la sua pensione fu cancellata. Continuò, tuttavia, a prestare servizio nello spionaggio, e venne per questo retribuito, sia pure parzialmente. Fino al 1617 percorse le Province Unite per conto di Manuel Sueyro, capo del servizio di spionaggio spagnolo nei Paesi Bassi.
Dal 1617 fino al 1630, Verstegan fu uno scrittore prolifico in lingua olandese, e produsse, tra l'altro, epigrammi e opere polemiche. Scrisse anche articoli di cronaca, satira ed editoriali per il Nieuwe Tijdinghen, quotidiano di orientamento filo-cattolico stampato ad Anversa da Abraham Verhoeven dal 1619 al 1629, diventando così uno dei primi giornalisti europei di cui si conosca il nome.
In questo periodo Verstegen strinse amicizia con l'umanista e filologo Erycius Puteanus. Puteanus, scrisse il carme introduttivo alla prima serie di epigrammi di Verstegen, pubblicata nel 1617, in cui, con belle parole, tesse le lodi del suo amico.
La maggior parte delle opere pubblicate da Verstegen dal 1617 in poi sono satire anticalviniste, alcune delle quali di carattere politico e storico. Tra queste si segnala soprattutto il De Spiegel der Nederlandsche Elenden del 1621, che offre una breve storia del periodo tra il 1559 e il 1621 dal punto di vista di un abitante dei Paesi Bassi spagnoli. Verstegen si scagliò contro i calvinisti olandesi e accusò le Province Unite di avere perseguitato sia la più antica che la più recente chiesa cristiana, vale a dire i cattolici e i rimostranti.
Nel 1629, Verstegen e sua moglie divennero proprietari di tre case sul prestigioso Meir di Anversa; nel 1630 Verstegen fu accusato in un pamphlet inglese di essersi arricchito solo combinando un matrimonio vantaggioso.
Il 26 febbraio del 1640, scrisse il suo testamento ad Anversa, probabilmente poco prima della sua morte perché, già nell'agosto del 1640, sua moglie, Catharina de Saulchy, sposò un nobile di origine irlandese.

## Opere
L'incredibile versatilità di Verstegen rese la sua opera più vasta che profonda. Pur avendo praticato diversi generi, Verstegen non riuscì ad eccellere in nessuno, sebbene, secondo Buitendijk, fosse dotato di un certo talento: anche come uomo di lettere, era estremamente versatile, e produsse opere letterarie di tutti i generi: epigrammi, epitaffi, schizzi psicologici, articoli di giornale, versi, odi, dialoghi, ecc. Polemico soprattutto contro i calvinisti nei suoi epigrammi, dedicò epitaffi, tra gli altri a Filippo II, Filippo III, Don Giovanni d'Austria, Francesco Ercole di Valois, Guglielmo il Taciturno, Filippo Guglielmo d'Orange, il duca di Parma, Elisabetta I d'Inghilterra e il conte di Leicester.
Come polemista e autore satirico, usava un tono particolarmente acerbo, un fanatismo febbrile e i suoi scritti, dove non risparmiava nessuno, non rendevano giustizia ai suoi avversari, in particolare i calvinisti.
Nei suoi epigrammi attacca i calvinisti senza pietà sul loro stesso terreno, e, come Marnix o i panflettisti della rivolta dei pezzenti nel XVI secolo, misura il valore della religione riformata sulla base del comportamento di coloro che professano la nuova dottrina.

### Edizioni
- (EN)  The Post of the World. Wherein is Contayned the Antiquities and Originall of the Famous Cities in Europe. With Their Trade and Traficke, with Their Wayes and Distance of Myles from Country to Country, with the True and Perfect Knowledge of Their Coynes, the Places of Their Mynts; with Al Their Martes and Fayres, Londra, Thomas East, 1576.

(Traduzione di una guida turistica tedesca, che illustra i siti storici e fornisce altre informazioni: è la prima guida turistica in inglese conosciuta, dedicata a Sir Thomas Gresham).
- (LA)  Præsentis Ecclesiæ Anglicanæ Typus, Reims, Jean Foigny, 1582.
- (FR)  Briefve description des diverses cruautez que les Catholiques endurent en Angleterre pour la foy, Parigi, 1583/1584.
- (LA)  Descriptiones quædam illius inhumanæ et multiplicis persecutionis, quam in Anglia propter fidem sustinent Catholice Christiani, Roma, Francesco Zanetti, 1584.
- (LA)  Typus Ecclesiæ Catholicæ et signa ea cogniscitur. Typus Hæreticæ Synagogæ et eiusdem proprietates, Parigi, 1585.
- (LA)  Theatrum Crudelitatum hæreticorum nostri temporis, Anversa, Adrianus Hubertus, 1587.

(Teatro della crudeltà degli eretici del nostro tempo, ristampato nel 1588, nel 1592 e nel 1603 ; edizione riveduta nel 1604, la traduzione francese, intitolata Théâtre de cruautez, fu pubblicata nel 1587 e ristampata nel 1588, 1592, 1607 e 1995 [testo, presentazione e note di Franck Lestringant, Paris, Chandeigne]).
- (EN)  The Copy of a Letter, Lately Written by a Spanishe Gentleman to His Friend in England, in Refutation of Sundry Calumnies, There Falsly Bruited and Spred Emonge the People, Anversa, Joachim Trognæsius, 1589.
- (LA)  Speculum pro Christianis seductis, Anversa, officina Plantiniana, 1590.
- (EN)  A Declaration of the True Causes of the Great Troubles Presupposed to be Intended against the Realme of England. Wherein the Indifferent Reader Shall Manifestly Perceave, by Whome, and by what Meanes, the Realme Is Broughte into These Pretended Perills, Anversa, Joachim Trognæsius ou Arnout Conincx, 1592.
- (EN)  An Advertisement Written to a Secretarie of My L. Treasurers of Ingland, by an Inglishe Intelligencer as He Passed through Germanie towardes Italie. Concerninge an Other Booke Newly Written in Latin, and Published in Diverse Languages and Countreyes, against Her Majesties Late Proclamation for Searche and Apprehension of Seminary Priestes and Their Receavers, Anversa, Arnout Conincx, 1592.
- (EN)  Newes from Spayne and Holland Conteyning an Information of Inglish Affayres in Spayne with a Conference thereuppon in Amsterdame of Holland. Written by a Gentleman Travelour Borne in the Low Countryes, and Brought up from a Child in Ingland, unto a Gentleman His Frend and Oste in London. [Robert Persons, R. Verstegen et al.] , Anversa, Arnout Conincx, 1594.
- (EN)  A Conference about the Next Succession to the Crowne of Ingland, Divided into Two Partes. Wherof the First Conteyneth the Discourse of a Civill Lawyer, How and in What Manner Propinquity of Blood Is to Be Preferred. And the Second the Speech of a Temporall Lawyer, about the Particular Titles of All Such as Do or May Pretende Within Ingland or Without, to the Next Succession, [Anversa, Arnout Conincx], 1594.

(Trattato sulla prossima successione alla corona d'Inghilterra; pubblicato con lo pseudonimo collettivo R. Doleman, da diversi autori, tra i quali Verstegen e Robert Persons).
- (EN)  The Primer or Office of the Blessed Virgin Marie, in Latin and English, According to the Reformed Latin, traduit par Verstegen, Anversa, Arnold Conings, 1599, réimprimé en 1604 et en 1616.
- (FR)  Brief et véritable discours de la mort d'aucuns vaillants et glorieux martyrs, lesquels on à faict mourir en Angleterre pour la Foy & Religion Catholicque, l'an passé de 1600, Anversa, Hieronymus Verdussen, 1601.
- (NL)  Cort ende waerachtich verhael van het lijden van sommighe vrome ende glorieuse martelaers, die om de H. Catholijcke Religie in Enghelandt ghedoot zijn int voorleden jaer van gratien 1600, Anversa, Hieronymus Verdussen, 1601.
- (EN)  Odes in Imitation of the Seaven Penitential Psalmes, with Sundry other Poems and Ditties Tending to Devotion and Pietie, Anversa, Arnout Conincx, 1601.

(Odi ad imitazione dei sette Salmi penitenziali, con altre poesie e canzoni adatte alla devozione e alla pietà).
- (EN)  The verses on the defeat of the Irish rebels under Tyrone, entitled England's Joy, by R. R., 1601.

(potrebbe essere erroneamente attribuito a Verstegen).
- (EN)  Pietro di Lucca, A Dialogue of Dying Wel, tradotto da Verstegen, Anversa, A. C. [=Arnout Conincx], 1603.
- (EN)  A Restitution of Decayed Intelligence in Antiquities. Concerning the Most Noble and Renowmed English Nation, Anversa, Robert Bruneau, Londra, John Norton & John Bill, 1605.

(Una restituzione della perduta conoscenza della storia antica riguardante la nobilissima e rinomatissima nazione inglese, sull'origine anglosassone del popolo inglese; ristampato nel 1628, 1634, 1652, 1655 e 1673).
- (LA, EN, IT)  Otto Van Veen, Amorum emblemata, Anversa, [Hieronymus Verdussen pour] Otto Van Veen, 1608.

(Libro di emblemi d'amore in versi latini, inglesi e italiani, traduzione inglese di Verstegen).
- (NL)  Oorspronck ende Teghenwoordighen Staet van de Calvinische Secte, alsoo die nu verscheyden is in vier principale deelen, Anversa, Robert Bruneau, 1611.

(Pamphlet, dedicato a Matthias Hovius, arcivescovo di Malines e primate dei Paesi Bassi spagnoli, di cui esistono versioni in francese, pubblicate ad Anversa, Parigi e Lione. L'opuscolo è stato tradotto anche in tedesco e tratta dell'origine e dello stato attuale della setta calvinista).
- (FR)  L'origine et présent estat de la secte Calvinienne, comme elle est maintenant devisée en quatre principales parties, Anversa, Robert Bruneau, 1611.
- (NL)  Nederlantsche antiquiteyten met de bekeeringhe van eenighe der selve landen tot het kersten gheloove deur S. Willibrordus Apostel van Hollandt, Anvers, Gaspar Bellerus, 1613.

(Storia antica dei Paesi Bassi, con la conversione di molti di questi paesi alla fede cristiana ad opera di San Willibrord; adattamento dell'opera di Verstegen Restitution of Decayed Intelligence; ristampato nel 1631 da Govaert Schoevaerts a Bruxelles; altre edizioni furono pubblicate nel 1646, nel 1662, nel 1700, nel 1701, nel 1705, nel 1714, nel 1725, nel 1733, nel 1756 e nel 1809).
- (NL)  Neder-duytsche epigrammen op verscheyden saecken, soo wel om te stichten als den geest te vermaecken. Met genuchlycke epitaphien op d'overledene gedicht waer deur dat de levende worden oock gesticht, Malines, Henry Jaye, 1617.
- (NL)  De Gazette van Nieuwe-Maren, Van de gheheele wereldt, Ghemenght met oude Waerheden. Hier by is oock ghevoegt eene wederlegginghe van eenighe onbequame Nederlandtsche spreuck-woorden, Anversa, Hieronymus Verdussen, 1618.
- (NL)  Scherp-sinnighe characteren oft scherpsinnighe beschrijvinghe van de proprieteyten van verscheyden persoonen, Anvers, Willem Lesteens, 1619.

(Personaggi , o la descrizione penetrante delle proprietà di alcune persone: la prima imitazione dei Caratteri di Teofrasto in olandese, l'autore si ispirò a un'opera simile in inglese di Thomas Overbury; edizione migliorata del 1622).
- (NL)  Een cluchtich Verhael van eenen Gepredestineerden Cappuyn, 1619.
- (NL)  Jan Josepsens Droom, gheschreven door zijnen goeden Vrient aen den welcken hy t'selve verhaelt heeft, op de Lombaerde Veste in de gulde Sonne, Anversa, 1619.

(opuscolo, pubblicato in forma anonima nel Nieuwe Tydingen di Abraham Verhoeven e attribuito a Verstegen, nella forma di un dialogo tra un certo Jan Josepsen e lo spirito di Oldenbarnevelt, dove quest'ultimo arriva alla conclusione che il Calvinismo è la peggiore delle religioni e l'arminianesimo non è migliore).
- (NL)  Den wetsteen des verstants. Waer mede door verscheyden fraye proposten, wijse antwoorden redenen ende sententien, t'verstant vanden leser verscherpt woordt. By een vergaedert ende in orden ghestelt, Anversa, Guilliam Lesteens, 1620.
- (EN)  Sundry Successive Regal Governments in England, 1620.
- (EN)  Londons Looking-glasse. Or the Copy of a Letter Written by an English Travayler to the Apprentices of London, [Saint-Omer, English College], 1621.
- (EN)  Observations Concerning the Present Affaires of Holland and the United Provinces, made by an English Gentleman there lately Resident & since Written by Himselfe from Paris, [Saint-Omer, English College], 1621.
- (NL)  De spiegel der Nederlandsche elenden. Getoont door een liefhebber der waerheyt ende der Nederlanden welvaert, Malines, Henry Jaye, 1621.
- (NL)  Recreative beschrijvinghe, van de proprieteyten oft eyghendommen, van de differente soorten van ambachtslieden, Anversa, 1621.
- (NL)  Anatomie van Calviniste calumnien getoont in eenen dialogus oft t'samenspreecken tussen eenen Brabander ende eenen Hollander. [Anversa, Guilliam Lesteens], 1622.
- (EN)  The Copy of a Letter Sent from an English Gentleman, lately Become a Catholike beyond the Seas, to His Protestant Friend in England, [Saint-Omer, English College], 1622.
- (EN)  Newes from the Low-Countreyes. Or the Anatomy of Calvinisticall Calumnyes, Manifested in a Dialogue betweene a Brabander and a Holander, [Saint-Omer, English College], 1622.
- (EN)  Observations Concerning the Present Affaires of Holland and the United Provinces, made by an English Gentleman there lately Resident & since Written by Himselfe from Paris. The Second Edition. Augmented with Divers New Chapters, Saint-Omer, 1622.
- (NL)  Allereerst: Den Tocht van de Brandt-stichters, met de Antwoorde op een Lasterlijcke Caerte, van de Gheusen in Hollandt wt ghegheven op hunne Victorieuse Brandt-stichterye, gheschiet in de Maent van Mey 1622, Anversa, Abraham Verhoeven, 1622.
- (EN)  A Toung-combat Lately Happening betwen Two English Soldiers, in the Tilt-boat of Gravesend. The One Going to Serve the King of Spayn, the Other to Serve the States of Holland, [Malines, Henry Jaye], 1623.
- (NL)  Nederduytsche epigrammen ende epitaphien van verscheyden persoonen en differente saecken, soo wel om te stichten als den geest te vermaecken. Van nieuws ghecomponeert, Bruxelles, Jan van Meerbeeck, 1624.
- (NL)  De Medecyne [...] teghen de droefheyt ende Melancholie, vol cluchten [...] ende scherpsinnighe ghenuchten, 1625/1626?
- (NL)  De droevige traenen van eene Hollandt-sche Bibelsuster. Waer by ghevoeght is de lamentatie van noch meer andre van de Reformatie, Anversa, Abraham Verhoeven, 1626.
- (NL)  Oorloge ghevochten met die wapenen van die waerheydt en van die reden, in twee bataillien. Teghen twee valsche pretentien vande rebellighe Hollanders. Te weten: I. Dat sy zijn getrouwe patriotten, oft liefhebbers van hun vaderlandt. 2. Ende dat sy hebben een ghereformeerde religie, Anversa, Jan Knobbaert, 1628.
- (NL)  Clachten van eenighe Dienaren des woorts en andere yverige bedroefde Broeders ende Susters van de Geusche Gereformeertheyt.
- (NL)  Recreative Beschrijvinghe van de Proprieteyten oft eyghendommen van de differente soorten van Ambachtslieden, dienende in stede van Medicamenten teghen die Melancolie, Anversa, Abraham Verhoeven, 1630.
- (NL)  Hondert geestige Caracteren, ofte uitbeeldingen van hondert verscheidene personen, Amsterdam, 1633.
- (NL)  Medicamenten teghen de melancolie. Gheleghen in seeckere vraghen en antwoorden. In eenighe kluchtighe ende scherpsinnighe rescontres. Ende in't contradiceren van sommighe valsche, ydele ende onstichtighe Nederlantsche spreeck-worden, Anversa, Hendrick Aertsens, 1633.
- (NL)  Exercitien van verstandt in varieteyt van scherpsinnighe Epigrammen ende Epitaphien, Anversa, Godtgaf Verhulst, 1641.